# Limonka
Limonka (ryska: Лимонка, ''citronen'') är en rysk tidning med en upplaga på omkring 10 000 exemplar. Limonka var från 1994 till 2007 Nationalbolsjevikiska partiets partitidning. Sedan 2010 är den organ för partiet Det andra Ryssland. 
Tidningen kom ut första gången den 28 november 1994.